# Manucodia ater
El ave del paraíso negra (Manucodia ater) es una especie de ave en la familia Paradisaeidae.
El ave del paraíso negra fue la primera especie de ave del paraíso que encontró el naturalista francés René-Primevère Lesson, el primer occidental en ver aves del paraíso vivas.
Es muy común en las tierras bajas de Nueva Guinea e islas vecinas. Su dieta consiste principalmente de frutos, higos y artrópodos.
El UICN la considera una especie bajo preocupación menor. El San Diego Zoo posee el único individuo en cautividad fuera de Nueva Guinea.

## Descripción
El ave del paraíso negra es de porte mediano, midiendo unos 42 cm de largo, sus plumas son de color verde, azul y negro-violeta brillantes, su iris es rojo, su pico es negro, su cola es larga y las plumas superiores de su pecho y cuello son largas. Ambos sexos son similares. La hembra es un poco más pequeña que el macho. Por su apariencia ave del paraíso negra se asemeja y es difícil de distinguir de sus parientes el Manucodia chalybatus y el Manucodia jobiensis.

## Subespecies
- Manucodia ater alter
- Manucodia ater atra
- Manucodia ater subalter